# Giovanni Pietro Palliari
Giovanni Pietro Palliari (Jan Peter Palliari, 1645. – 1732. november 21.) stukkókészítő mester a prágai Palliardi család alapítója.

## Élete, munkássága
A harmincéves háború (1618–1648) után költözött Prágába Sala Comacina faluból. Ebben a korban (a szó mai jelentésétől eltérően) vlachoknak kimondottan a Luganói-tó és a Comói-tó vidékéről származó olaszokat nevezték. Ők voltak az „artisti dei laghi”, azaz a tóvidék kézművesei, akik számosan telepedtek le a Habsburg Birodalomban — több család (a Palliarik mellett például a Canevalle család). Ők voltak a prágai vlachok, akik főleg a várban, illetve a Kisoldal felső, a várral határos részén telepedtek le. Ezért ezt a városrészt akkoriban „Vlašský”-nak hívták.
Gyorsan alkalmazkodott a helyi szerkezeti és formai megoldásokhoz és elnémetesedett. 1680-ban kapott polgárjogot a Kisoldalban (Malá Strana). Leszármazottai is ebben az akkor még önálló városban maradtak. Magán- és családi életéről keveset tudunk, de az egyértelmű, hogy volt munkája bőven, mert több ingatlant is felvásárolt. Számos építész keresett munkatársa volt; főleg a „vlach” családokkal működött együtt.
A családalapító műhelyében készültek:
- 1685-től a  Toszkánai palota első emeletének mennyezeti stukkódíszei. Palliari itt dolgozott legalább 1692 nyaráig, amikor is Jean-Baptiste Mathey beajánlotta I. János Ádám liechtensteini hercegnek.
- a Szent Ferenc-templom stukkóinak egy része az Óvárosban, a Keresztesek terén (a többi stukkó Giovanni Bartolomeus Cometa műhelyében készült).
- 1694–1695-ben a Lovarda stukkódíszei (400 guldenért).

A Toszkánai palota stukkóiért 75 guldent fizetett neki az építtető Maxmilián Thun-Hohenstein gróf. A szabadon elszórt, stilizált indákat virágok, szőlőszemek és madarak díszítik.
Amikor a Černín-palota stukkódíszeit készítette, vitába keveredett több munkatárssal:
- Lazaro Maria Sanguinetti, kevéssé ismert olasz festővel,
- Giacomo Antonino Manini, építésszel és építőmesterrel és
- Domenico Egidio Rossi építésszel és építőmesterrel.

Egy alkalommal a szenvedélyes természetű Rossi fegyverrel a kezében támadt Palliarira. Az erősebb elől megfutó Palliari a  Szent Benedek-templom ban keresett menedéket, de a feldühödött Rossi oda is betört, így tovább kellett futnia.
- Fő munkájának a strachovi Szűz Mária mennybemenetele bazilika homlokzatának díszítését tekintik.

## Leszármazottai
Giovanni Pietronak három fia született:
- Carlo Antonio Palliari (1699.január 18. – 1756.május 2.) és
- Michael Ignaz Palliari (1702. szeptember 26. – 1751. augusztus 11.)
- Petr Antonín Palliari (1693. október 27. – 1742. november 26.)

Édesapjuk munkásságát a két idősebb fivér folytatta, míg Petr Antonín más pályát választott.